# Warta (gmina)
Warta – gmina miejsko-wiejska w województwie łódzkim, w powiecie sieradzkim. W latach 1975–1998 gmina położona była w województwie sieradzkim.
Siedziba gminy to Warta.
Według danych z 30 czerwca 2004 gminę zamieszkiwało 13 160 osób.

## Struktura powierzchni
Według danych z roku 2002 gmina Warta ma obszar 252,91 km², w tym:
- użytki rolne: 68%
- użytki leśne: 18%

Gmina stanowi 16,96% powierzchni powiatu.

## Demografia

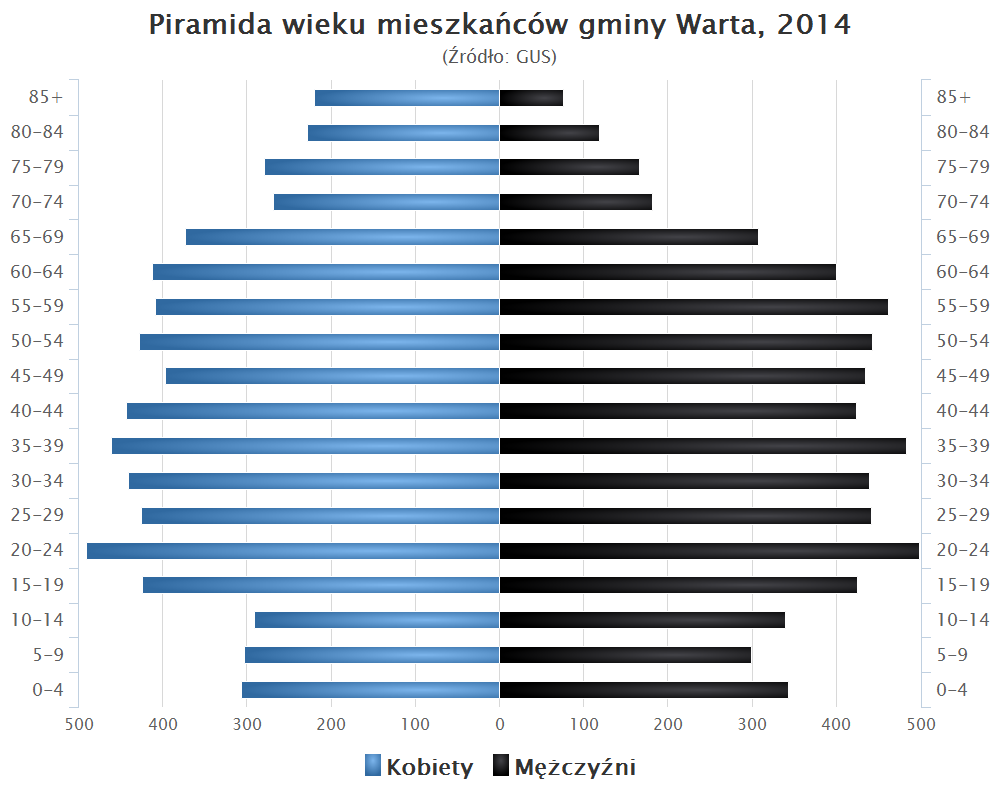
Piramida wieku mieszkańców gminy Warta w 2014 roku

Dane z 30 czerwca 2004:
| Opis                              | Ogółem | Ogółem | Kobiety | Kobiety | Mężczyźni | Mężczyźni |
| --------------------------------- | ------ | ------ | ------- | ------- | --------- | --------- |
| jednostka                         | osób   | %      | osób    | %       | osób      | %         |
| populacja                         | 13 160 | 100    | 6802    | 51,7    | 6358      | 48,3      |
| gęstość zaludnienia (mieszk./km²) | 52     | 52     | 26,9    | 26,9    | 25,1      | 25,1      |

## Przyroda
Przez centralną część gminy przepływa rzeka Warta, wpływająca do zbiornika Jeziorsko, którego południowa część stanowi Rezerwat przyrody Jeziorsko. Najwyższym wzniesieniem gminy jest Łysa Góra, o wys. 189 m n.p.m., znajduje się ok. 2 km w kierunku południowo-zachodnim od miasta Warty, dobrze widoczna z odległości kilku, a nawet kilkunastu kilometrów.
Największym drzewem gminy i jednym z większych z tego gatunku nie tylko w powiecie sieradzkim, lecz także w województwie łódzkim, jest dąb szypułkowy Kamionacz – pomnik przyrody, znajdujący się ok. 100 m za parkiem dworskim w miejscowości Kamionacz. Jego obwód wynosi 782 cm, a wysokość ok. 24 metrów, wiek ok. 500 lat. Dąb stanowi być może jedną z ostatnich pozostałości starych, nadwarciańskich lasów grądowych, ponieważ jeszcze do połowy XIX wieku rzeka Warta płynęła tuż obok Kościoła, ok. 400 m od wspomnianego dębu.

## Sołectwa
Augustynów, Bartochów, Cielce, Czartki, Duszniki, Dzierzązna, Gać Warcka, Glinno, Głaniszew, Góra, Grzybki, Jakubice, Jeziorsko, Kamionacz, Kawęczynek, Klonówek, Krąków, Lasek, Lipiny, Łabędzie-Gołuchy, Małków, Maszew, Miedze-Grabinka, Miedźno, Mikołajewice, Mogilno, Ostrów Warcki, Piotrowice, Proboszczowice, Raczków, Raszelki, Rossoszyca, Rożdżały, Socha, Tądów Dolny, Tądów Górny, Tomisławice, Ustków, Witów, Włyń, Wola Miłkowska, Wola Zadąbrowska (2 sołectwa: „Nowa Wieś” i „Stara Wieś”), Zadąbrowie-Rudunek, Zadąbrowie-Wiatraczyska, Zagajew, Zaspy, Zielęcin.

## Pozostałe miejscowości
Baszków, Borek Lipiński, Chorążka, Józefka, Józefów-Wiktorów, Kamionacz (osada leśna), Miedźno (osada leśna), Nobela, Pierzchnia Góra, Rafałówka, Włyń, Zakrzew, Zaspy (osada leśna).

## Sąsiednie gminy
Błaszki, Dobra, Goszczanów, Pęczniew, Sieradz, Szadek, Wróblew, Zadzim, Zduńska Wola